# کلادیو کوریونی
کلادیو کوریونی (ایتالیایی: Claudio Corioni؛ زادهٔ ۲۶ دسامبر ۱۹۸۲) دوچرخه‌سوار اهل ایتالیا است. وی در مسابقات تور دو فرانس و جیرو دیتالیا شرکت کرده است.